# Carlos Augusto Gomes
Carlos Augusto Gomes de Oliveira (São Paulo, Brasil; 29 de enero de 1972) es un exfutbolista brasileño que se desempeñaba como mediocampista.

## Clubes
| Club                                         | País     | Año         |
| -------------------------------------------- | -------- | ----------- |
| Clube de Regatas do Flamengo                 | Brasil   |             |
| Sport Club Internacional                     | Brasil   |             |
| Association Sportive de Monaco Football Club | Francia  |             |
| Club Sport Marítimo                          | Portugal |             |
| Club Bolívar                                 | Bolivia  |             |
| Club Santos Laguna                           | México   | 1999 - 2002 |
| Club Zacatepec                               | México   | 2002        |
| Club Santos Laguna                           | México   | 2003        |
| União São João Esporte Clube                 | Brasil   | 2004        |
| Clube Desportivo Santa Clara                 | Portugal | 2004 - 2005 |
| Associação Atlética Anapolina                | Brasil   | 2005        |

## Palmarés

### Campeonatos nacionales
| Título                     | Club               | País   | Año  |
| -------------------------- | ------------------ | ------ | ---- |
| Primera División de México | Club Santos Laguna | México | 2001 |